# Російсько-перська війна (1911)
Російська інтервенція в Іран — військове втручання Російської імперії під час громадянської війни в Ірані між прихильниками та противниками поваленого в 1909 Мухаммед Алі Шаха з метою захисту російських підданих, що проживали в Ірані, та російської торгівлі з останнім.

## Передісторія
У період 1905—1911 в Ірані відбувалася Конституційна революція. В результаті протесту аристократії, духовенства й інтелігенції Мозафереддін-шах був змушений прийняти конституцію в жовтні 1906 і створити меджліс (парламент).
У 1907 укладена британсько-російська угода про розподіл Ірану на сфери впливу, згідно з яким Іран ділився на три частини: Північний Іран (російський), Центральний (нейтральний та відкритий для Німеччини), Південний (британський).
На престол у січні 1907, після смерті батька, вступив Мухаммед Алі Шах. При вступі на престол він обіцяв дотримуватися конституції, дарованої його батьком у 1906, чого, однак, не виконав. 24 червня 1908 він здійснив переворот, за допомогою Перської козачої бригади розігнавши меджліс.
У 1908 в Тебризі почалося повстання проти влади шаха. У січні 1909 прихильники конституції, підтримані бахтіарськими ханами, які прагнули до зміцнення свого впливу, захопили владу в Ісфахані. Розпочалося повстання в Гіляні (у Решті та інших містах Гіляну). В Буширі, Бендер-Аббасі і деяких інших містах і районах Ірану до влади прийшли противники шаха. Після невдалої спроби прорватися в місто в лютому шахські війська обложили Тебриз, де почався голод.
У лютого 1909 кочівники-шахсевени почали грабувати в околицях міста Ардебіль жителів селищ, які були російськими підданими.

## Перший вступ військ
20 квітня 1909 намісникові на Кавказі та командувачу військами Кавказького військового округу генерал-ад'ютантові графу Іларіону Воронцову-Дашкову була спрямована секретна директива за № 1124: "Зважаючи на очікуваний в Тавризі напад на консульство й європейські установи та підданих з боку революціонерів і населення Тавриза, доведеного до відчаю голодом … Государ Імператор наказав негайно вирушити форсованим маршем до Тавриза загону достатньої сили для захисту російських та іноземних установ і підданих, підвезення до них продовольства, а також для забезпечення сполучення Тавриза з Джульфою. Незабаром до Ірану були відправлені два батальйони 1-ї Кавказької стрілецької бригади, чотири кінні сотні кубанських козаків, саперна рота і три артилерійські восьмигарматні батареї. Цим загоном командував начальник 1-ї Кавказької стрілецької бригади генерал-майор Снарський І. А. В інструкціях, даних йому, було зазначено:
 «Всі зносини військових начальників у займаних російськими військами містах з місцевою перською владою і з населенням повинні проводитися через дипломатичних агентів Російського Імператорського Уряду; спільне з російськими військами перебування в населених пунктах і пересування дорогами, що охороняються російськими військами, озброєних загонів і партій, діяльність яких мала розбійницький характер, — не допускається … вирішення питання про застосування зброї залежить виключно від військового начальства … Раз ухвалене рішення повинне провадитися у виконання безповоротно і з повною енергією».

Російським військам доводилося діяти в основному проти кочевників (курдів і туркменів-йомудов), з якими не могла впоратися слабка іранська армія. За кожен випадок грабежу та розбійного нападу курдів з їх племінних вождів російськими військами стягувалася грошова сума на користь потерпілої сторони. Вбивства підданих Російської імперії каралися смертними вироками, які виносив російський військово-польовий суд. Російські консули повідомляли в Міністерство закордонних справ: «Купці разом з усім мирним населенням попутних селищ благословляють прибуття наших військ».
Після невеликого періоду затишшя восени 1911 ситуація знову загострилася — сталися напади численних збройних груп на російський загін у Тавризі, почастішали випадки обстрілу російських консульських установ і конвоїв у Решті. Кочевники нападали на торгові каравани. У вилазках проти російських військ брали участь загони протурецьки налаштованих губернаторів західних провінцій, а також представники революційних угруповань російського Закавказзя.

## Другий вступ військ
29 жовтня (11 листопада) 1911 в Тегерані посол Росії вручив урядові Ірану ультиматум з вимогами відновлення порядку в країні та забезпечення захисту економічних інтересів Росії. Після закінчення терміну ультиматуму від 11 листопада 1911 війська Росії перейшли російсько-іранський кордон і зайняли місто Казвін. 10 (23) листопада в Тегерані, після окупації військами Росії північного Ірану, іранський уряд погодився задовольнити всі вимоги Росії.
Введення військ здійснювався за трьома операційним напрямками — з Джульфи, Астари і Ензелі — на Тегеран. Безпосереднє оперативне керівництво російськими військами в Ірані здійснював генерал-квартирмейстер штабу Кавказького Військового округу генерал-майор Микола Юденич. У контингент російських військ входили: 14-й Грузинський і 16-й Мінгрельський гренадерський полки Кавказької гренадерської дивізії, полки з 21-ї, 39-й і 52-ї піхотних дивізій (81-й Апшеронський, 84-й Ширванський, 156-й Елізаветпольский, 205-й Шемахінський, 206-й Сальянский і 207-й Новобаязетський) з артилерією і кулеметами. Перевезення військ морем, їх висадку в порту Ензелі і її вогневе прикриття здійснила Каспійська військова флотилія. Комунікаційне забезпечення здійснювали 2-й Кавказький залізничний батальйон і Кавказька автомобільна команда. Залізничний батальйон почав будівництво залізничної гілки Джульфа-Тегеран. Облаштування тимчасових штаб-квартир здійснював 1-й Кавказький саперний батальйон. Зв'язок забезпечувала Кавказька іскрова рота.
Піхотні частини з доданими кінними сотнями кубанських і терських козаків були зведені в загони. При цьому два загони — Мешедський і Кучанський, утворили війська Туркестанського військового округу — два батальйони 13-го і 18-го Туркестанських стрілецьких полків, дві кінно-мисливські команди з цих же частин, два кулеметні взводи і сотня Туркменського кінного дивізіону.
При вилученні російськими військами великих партій зброї в Тавризі і Решті спалахнули заворушення, які призвели до жертв серед мирного населення. Навколо цих міст почалися справжні бої. У західні прикордонні землі Персії, на спірні території, вступили турецькі війська, які взяли під свій контроль проходи на гірських перевалах між Хоєм і Дільманом.
Російські війська почали операції з витіснення турецьких військ з перської території. Російські підрозділи підходили на світанку до турецьких бівак і виставивши гармати й кулемети на висотах, вимагаючи від них покинути перську територію. Турки опору не чинили.
Командир 11-го турецького корпусу Джабір-паша у присутності іноземних консулів заявив: «Переконавшись на ділі, що таке іранська конституція і яка анархія панує в Ірані, я особисто вважаю, що прихід російських військ до Ірану є прояв людяності та гуманності, а не результат якихось агресивних намірів. Росіяни діють в Ірані дуже вміло і обережно, а тому симпатії майже всього населення на їх боці».
Після забезпечення стабільності велика частина російських військ залишила Іран, однак окремі окупаційні російські підрозділи знаходилися на іранській території аж до початку Першої світової війни.